# Bòlgios
Bòlgios, Bòlgius o Bèlgius (grec Βόλγιος, també Bolgĭus o Belgĭus) va ser el cap d'un dels grups de gals que van envair Macedònia i Il·líria l'any 280 aC.
Va derrotar els macedonis en una gran batalla en la qual el rei Ptolemeu Ceraune va resultar mort. Però en aquell moment els gals no van seguir el camí que aquesta victòria els havia marcat, cap a Macedònia i Grècia. El citen Pausànias i Justí.